# Luigj Gurakuqi

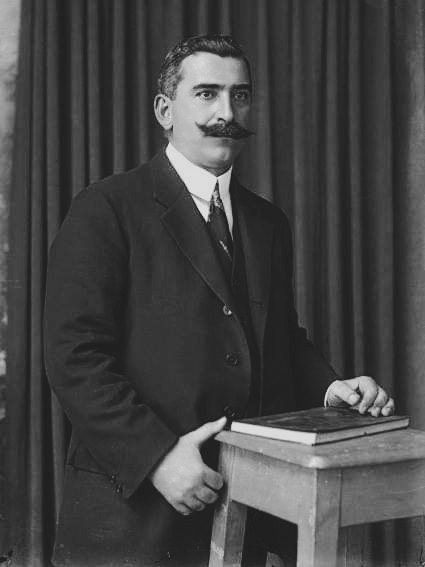
Luigj Gurakuqi (1923)

Luigj Gurakuqi (* 19. Februar 1879 in Shkodra; † 2. März 1925 in Bari, Italien) war ein albanischer Schriftsteller und Politiker.

## Berufliche Laufbahn
Gurakuqi besuchte eine katholische Schule in Shkodra und studierte anschließend in Neapel, unter anderem bei Jeronim de Rada. Er trat 1899 dem von katholischen Priestern gegründeten Sprachverein „Bashkimi“ bei und publizierte unter den Pseudonymen „Cakin Shkodra“ und „Lekë Gruda“ in verschiedenen albanischen Zeitschriften. Auf dem Kongress von Monastir im Jahr 1908 beteiligte er sich an der Normierung des lateinischen albanischen Alphabets. Im November 1912 leitete er zusammen mit Ismail Qemali eine albanische Nationalkonferenz in Bukarest, die angesichts der Eroberung früher türkischen Territoriums durch Griechenland, Serbien und Montenegro im Ersten Balkankrieg die sofortige Ausrufung eines albanischen Staates zum Ziel hatte. Am 28. November 1912 rief ein Nationalkongress unter der Führung von Ismail Qemali und Luigj Gurakuqi in Vlora – der einzigen größeren Stadt, die nicht von fremden Truppen besetzt war – die albanische Unabhängigkeit aus. 
In der ersten Regierung Albaniens, die nur ein Territorium von ca. 4.000 km² zwischen Vlora und Elbasan kontrollierte, wurde Gurakuqi Erziehungsminister. Als diese  Regierung von der im Vertrag von London  eingesetzten Kontrollkommission der Großmächte ihres Amtes enthoben und durch eine „Zentralverwaltung“ ersetzt wurde, erhielt er den Posten eines „Direktors für Unterricht“, den er jedoch nur zwei Monate lang behielt: An den folgenden Regierungen unter Fürst Wilhelm, die nur kleine Gebiete des Landes kontrollierten, war er nicht beteiligt. Die Österreicher, die den Norden Albaniens 1915 besetzten und dort die Einrichtung albanischer Schulen förderten, ernannten ihn zum „Direktor für Unterrichtswesen“ in ihrem in Shkodra ansässigen „Zivilverwaltungsrat“. 1917 gründete er in Shkodra die albanische Nationalbibliothek. Nach dem Abzug der Österreicher bekleidete er denselben Posten in der von den Italienern unterstützten Regierung Përmeti, die in Durrës residierte. Im  April 1919  wurde er als Vertreter eines italienfreundlichen Kurses Delegierter dieser Regierung auf der Pariser Friedenskonferenz. Am Kongress von Lushnja, auf dem eine vorläufige Verfassung für Albanien beschlossen wurde, nahm er nicht teil. Der Kongress erklärte die Përmeti-Regierung für abgesetzt und entzog Gurakuqi ausdrücklich die Legitimation als Delegierter auf der Friedenskonferenz.
1921 wurde Gurakuqi als Vertreter Shkodras ins erste albanische Parlament gewählt. Er galt als einer der engagiertesten Debattenredner und blieb wahrscheinlich fraktionslos. Zu den meist von Großgrundbesitzern kontrollierten, schnell wechselnden Regierungen und zu dem aufstrebenden Politiker Ahmet Zogu blieb er in Opposition. 1923 unterbreitete er als Leiter einer Kommission dem Parlament einen Vorschlag für ein neues Wahlgesetz: Danach sollten Frauen, die lesen und schreiben konnten, am ersten Wahlgang teilnehmen. Um Manipulationen  auszuschließen  und um Analphabeten die Wahlteilnahme zu erleichtern, sollte nicht mit Zetteln, sondern mit Kugeln, die verdeckt in getrennte Behälter zu werfen waren, gewählt werden. Kandidaten, Beamte und Wahlmänner (es galt ein indirektes Wahlrecht) sollten sich nicht im Wahllokal aufhalten, Armee und Gendarmerie sollten am Wahltag in ihren Kasernen bleiben, in den Wahlvorständen sollten keine Beamten sitzen. Die Vorschläge, die das Risiko von Wahlmanipulationen erheblich vermindert hätten, wurden vom Parlament jedoch abgelehnt. Bei den folgenden Wahlen errang die von ihm geführte Organisation „Ora e Maleve“ (Bergfee) in Shkodra 12 Sitze. Sie forderte unter anderem die Verlegung der Hauptstadt nach Shkodra.

## Die „Junirevolution“ 1924

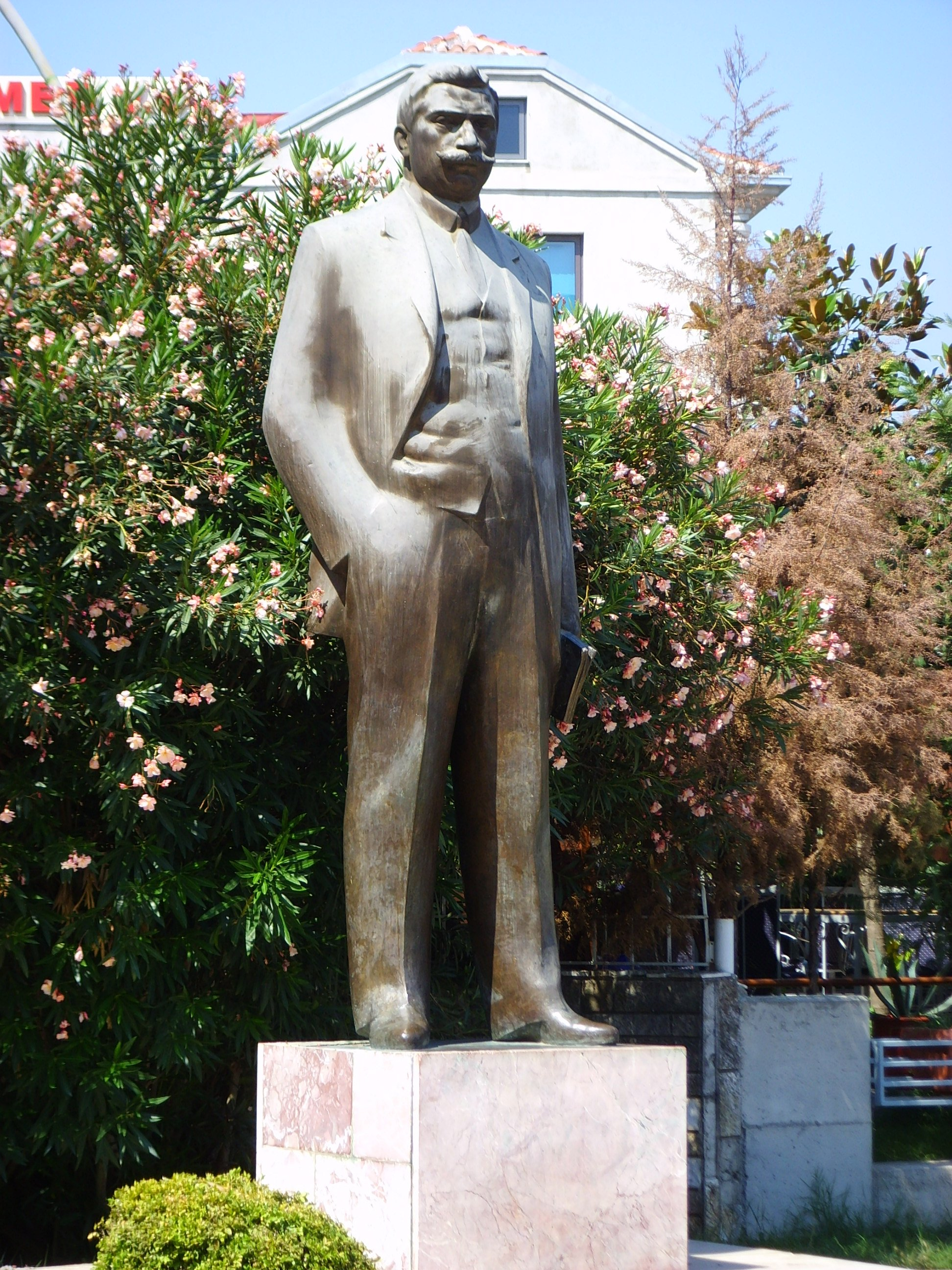
Denkmal von Luigj Gurakuqi in Shkodra

1924 spitzte sich die politische Lage dramatisch zu. Am 24. Februar wurde  Ministerpräsident Zogu durch Pistolenschüsse im Parlament verletzt und fiel für die Regierungsbildung aus. Am 6. April wurde nach einem Mord an zwei amerikanischen Touristen über die Umgebung von Durrës der Ausnahmezustand verhängt. Daraufhin trat Gurakuqi als Finanzminister in die Regierung des Großgrundbesitzers Verlaci ein. Am 20. April wurde der populäre Avni Rustemi, Chef der Organisation Bashkimi, von einem Pächter Essad Paschas ermordet. Ahmet Zogu wurde für den Auftraggeber der Tat gehalten.  An Rustemis Begräbnis in Vlora nahmen 10.000 Menschen teil (Albanien hatte damals 800.000 Einwohner), darunter Gurakuqi und Fan Noli. Unter dessen Vorsitz bildeten 20 Abgeordnete in Vlora ein Ersatzparlament. Nachdem ein jugoslawischer Offizier, ein Schwager Ahmet Zogus, mit Truppen die Grenze zu Albanien überschritten hatte, organisierte der inzwischen zurückgetretene Gurakuqi von Shkodra aus einen bewaffneten Aufstand gegen die Regierungstruppen. Die Regierung Verlaci trat zurück, ihre Nachfolger, auch von Aufständischen aus dem Süden bedroht, verließen das Land. Zogu flüchtete nach Jugoslawien. In der nun eingesetzten Revolutionsregierung unter Fan Noli blieb Gurakuqi  Finanzminister. Die neue Regierung kündigte, wenn auch unbestimmt, eine Agrarreform, ein geändertes Steuersystem, bessere Sicherung vor Übergriffen der Beamten und eine Entwaffnung der Bevölkerung an. Sie war jedoch intern zerstritten und kam den Forderungen, die die Bauern der Myzeqe-Ebene nach steuerlicher Entlastung stellten, nur begrenzt entgegen. Die Güter einiger geflohener Großgrundbesitzer wurden verstaatlicht, aber nicht an landlose Bauern verteilt. Für den Dezember wurden Neuwahlen angekündigt. Von August bis November 1924 hielten sich Gurakuqi und Noli auf der Völkerbundsversammlung in Genf  auf, um Probleme mit den Nachbarstaaten zu klären und finanzielle Hilfen für ihren Staat zu erhalten. Zogu bereitete jedoch in Belgrad seine Rückkehr an die Macht vor, die von Jugoslawiens Ministerpräsident Pašić, einem Serben, massiv unterstützt wurde, weil Zogu versprach, die von Albanien aus operierenden Freischaren des Kosovaren Bajram Curri zu zerschlagen. Zogus Truppen, die weitgehend aus Jugoslawen und geflüchteten Russen bestanden und von der regulären jugoslawischen Armee unterstützt wurden, erreichten am 24. Dezember Tirana und setzten die im Juni geflüchtete Regierung wieder ein. Zwei Wochen später wurde Zogu Ministerpräsident eines aus drei Mann bestehenden Kabinetts und regierte fortan autoritär. Luigj Gurakuqi, der mit anderen Mitgliedern der Revolutionsregierung nach Italien geflohen war, wurde am 2. März 1925 in Bari ermordet. Sein Mörder, Balto Stambolla, gab an, aus persönlichem Hass gehandelt zu haben und wurde von einem italienischen Gericht freigesprochen. Es gilt als sicher, dass Zogu hinter dem Attentat stand.
Gurakuqis wichtigstes politisches Ziel war die Überwindung der feudal-osmanischen Rückständigkeit Albaniens, in erster Linie durch Förderung der Volksbildung. Die Beurteilung seines Lebenswerks fällt unterschiedlich aus. Der damalige deutsche Gesandte in Albanien, Radolf von Kardorff, nannte ihn den biegsamen Opportunisten aus Skutari, sein Biograph Piro Tako hingegen einen bedeutenden Demokraten mit revolutionären Ansichten. Seine Verdienste um die Sprach- und Bildungspolitik werden allgemein anerkannt. 
Die Universität von Shkodra Luigj Gurakuqi wurde 1991 nach ihm benannt. In dieser Stadt steht auch ein Denkmal von ihm.